# Mod (akustyka pomieszczeń)
Mod – mod dźwięku w pomieszczeniu, związany z jego wymiarami.
Rezonanse podstawowe związane są z długością pomieszczenia, szerokością i jego wysokością. W danym pomieszczeniu wzmacniane są fale dźwiękowe o częstotliwościach rezonansowych. Każdy rezonans ma swój rezonans pochodny, o dwukrotnie mniejszej amplitudzie i dwa razy wyższej częstotliwości.
W pomieszczeniach odsłuchowych (używanych do słuchania muzyki) wymiary nie powinny być nigdy swoimi wielokrotnościami ani wielkościami w proporcji 1:1,5, gdyż wówczas następuje nakładanie się na siebie rezonansów. Efektem rezonansu jest uwypuklenie danej częstotliwości w zakresie jednej oktawy. Częstotliwość rezonansów podstawowych pomieszczenia jest zależna od jego wymiarów, tzn. czym pomieszczenie większe, tym rezonanse podstawowe mają mniejszą częstotliwość.

## Metoda obliczania
Podstawową metodą obliczania rezonansów pomieszczenia jest metoda falowa, w której kolejne mody dane są wzorem:
{\displaystyle f_{n_{x}n_{y}n_{z}}={\frac {c}{2}}{\sqrt {\left({\frac {n_{x}}{l_{x}}}\right)^{2}+\left({\frac {n_{y}}{l_{y}}}\right)^{2}+\left({\frac {n_{z}}{l_{z}}}\right)^{2}}},}
gdzie:
{\displaystyle f} – częstotliwość danego modu,
{\displaystyle c} – prędkość dźwięku,
{\displaystyle n} – numer modu drgania dla konkretnego wymiaru pomieszczenia,
{\displaystyle l} – długość,
{\displaystyle x,y,z} – kolejne wymiary.
Rezonanse dla pary równoległych ścian, odległych o l, mają częstotliwości:
{\displaystyle f_{n}={\frac {nc}{2l}}.}
Przykładowo dla pomieszczenia o jednym z wymiarów równym 5 metrów częstotliwość rezonansowa wynosi 34 Hz (dla prędkości dźwięku równej 340 m/s).